# Joseph Rovan
Pour les articles homonymes, voir Rosenthal.
Joseph Adolphe Rovan (né Joseph Adolph Rosenthal), le 25 juillet 1918 à Munich et mort le 27 juillet 2004 à Saint-Christophe-les-Gorges, Cantal est un historien français d'origine allemande. Il a été, entre autres, conseiller de Helmut Kohl et de Jacques Chirac, et une des personnalités au cœur des relations entre l'Allemagne et la France après 1945.

## Biographie
Né dans une famille juive allemande assimilée (son père s'est converti au protestantisme en 1933), il émigre à Paris en 1934 à la suite de l'accession d'Hitler au pouvoir.
Interné en 1940 en tant qu'« étranger ennemi », il aide la Résistance française sous le nom de Rovan, en tant que fabricant de faux papiers d'identité. Il prend le nom de Pierre Citron qui était son meilleur ami, alors (en 1941) en Afrique du Nord.
Il est chargé de distribuer des faux papiers dans tout le sud de la France. Il dispose d'une presse pour les imprimer, et établit des liens avec les mairies pour les tampons. La répression se fait de plus en plus dure. Rovan est appelé, à l'instigation de François Vernet, à choisir les noms des enfants mort-nés car les mairies n'enregistrent pas leurs décès dans le même registre que celui des naissances. Ces noms sont donnés aux très hauts responsables de la résistance. Rovan lui-même a changé de nom.
Le 11 février 1944, il est arrêté par la Gestapo alors qu'il se rend chez François Vernet. Incarcéré à Fresne, il se convertit au catholicisme. La police politique découvre que Joseph Rovan n'est pas son vrai nom. Il est déporté par le train de la mort au camp de concentration de Dachau, dans la banlieue de Munich, pour faits de résistance et non en raison de son « appartenance à la race juive », qu'il réussit à cacher. À Dachau, il fait la connaissance d'Edmond Michelet, qu'il retrouve ministre des Armées en 1945. Il est libéré une dizaine de mois après son arrestation.
Rovan est naturalisé français en 1946. Après la guerre, il crée des centres universitaires de formation où de jeunes officiers allemands donnent des cours aux autres et ce dans le but de préparer les Allemands à leur retour en Allemagne. Rovan établit des critères d'admission : il faut avoir moins de 30 ans et les anciens SS sont refusés. En 1947, il traduit en partie dans la revue Fontaine deux textes de Martin Heidegger : « La remontée au fondement de la métaphysique » et « La lettre sur l'humanisme » (réponse à Jean Beaufret).
Journaliste catholique, il est le correspondant français, à partir de 1955, de la radio bavaroise et du journal Mannheimer Morgen. À partir de 1959, ce compagnon de route du gaullisme penche en faveur d'une paix négociée en Algérie. À partir de 1968, il enseigne l'histoire et la politique de l'Allemagne à l'université de Paris VIII (Vincennes). Son Histoire de l'Allemagne, écrite en partie de mémoire, publiée en 1994 et remaniée en 1999, a été remarquée par un prix de l'Académie française. Il publie également, en 1987, chez Julliard, un livre de souvenirs sur son incarcération à Dachau : Contes de Dachau.
Joseph Rovan a été décoré de la Légion d'honneur et de l'ordre national du Mérite (France) ainsi que des Ordres du Mérite fédéral allemand et bavarois. En 1993, il a reçu le prix de la Tolérance de la ville de Münster, et en 2001, le prix National Allemand (Deutscher Nationalpreis).
Il meurt d'une crise cardiaque en 2004 dans le lac de Longayroux.
Depuis 2006, le prix Joseph Rovan décerné par l'ambassadeur de France en Allemagne récompense des activités en faveur des échanges et du dialogue interculturels entre la France et l’Allemagne.

## Publications
- Erinnerungen eines Franzosen, der einmal Deutscher war, DTV Deutscher Taschenbuch Verlag, 2003 — traduction du précédent.
- Mémoires d'un Français qui se souvient d'avoir été allemand, Paris, Le Seuil, 1999.
- Bismarck, l'Allemagne et l'Europe unie, 1898-1998, Paris, Odile Jacob, 1998.
- Histoire de l'Allemagne, Paris, Le Seuil, 1994.
- Contes de Dachau, Paris, Julliard, 1987.
- L'Allemagne n'est pas ce que vous croyez, Paris, Seuil, coll intervention 1979.
- Histoire de la Social-démocratie allemande, Paris, Le Seuil, 1978.
- Allemagne, collection « Petite planète », Paris, Le Seuil, 1955.